# Svédország tavainak listája
Svédországban több mint 97 500 olyan tó van, amelynek felülete nagyobb 2 acre-nél, azaz 8.100 négyzetméternél. Ez a lista csak a legnagyobb tavakat tartalmazza.

## ABC szerinti lista
Svédország néhány nagyobb tava:
- Åresjön
- Bolmen
- Boren
- Dellen
- Glan
- Hjälmaren
- Ikesjaure
- Hornavan
- Mälaren
- Mien
- Roxen
- Runn
- Siljan
- Sommen
- Sparren
- Storavan
- Storsjön
- Torneträsk
- Tåkern
- Vänern
- Vättern

## A legnagyobb tavak vízfelületük szerint

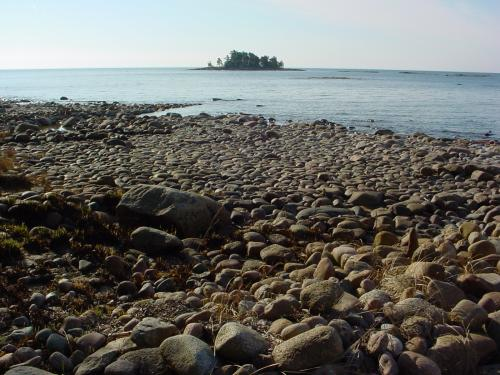
A vízfelület szerint legnagyobb svéd tó, a Vänern

| Sorszám | Tó neve    | Területe |
| ------- | ---------- | -------- |
| 1.      | Vänern     | 5519 km² |
| 2.      | Vättern    | 1886 km² |
| 3.      | Mälaren    | 1090 km² |
| 4.      | Hjälmaren  | 477 km²  |
| 5.      | Storsjön   | 456 km²  |
| 6.      | Torneträsk | 330 km²  |
| 7.      | Siljan     | 292 km²  |
| 8.      | Hornavan** | 262 km²  |
| 9.      | Akkajaure  | 260 km²  |
| 10.     | Uddjaure   | 249 km²  |

## A legmélyebb tavak
1. Hornavan - 228 m
2. Torneträsk - 168 m
3. Vojmsjön - 145 m
4. Stor-Blåsjön - 144 m
5. Stor-Rensjön - 140 m
6. Virihaure - 138 m
7. Kallsjön - 134 m
8. Vastenjaure - 134 m
9. Siljan - 134 m
10. Kultsjön - 130 m

## A legnagyobb víztérfogatú tavak
1. Vänern - 153 km³.
2. Vättern - 77,6 km³
3. Torneträsk - 17,1 km³
4. Mälaren - 14,3 km³
5. Hornavan - 11,9 km³
6. Siljan - 8,09 km³
7. Storsjön - 8,02 km³
8. Kallsjön - 6,14 km³
9. Virihaure - 4,43 km³
10. Storuman - 4,18 km³

## Fauna
A svéd tavakban és folyókban összesen 52 édesvízi halfaj él.

## Fordítás
- Ez a szócikk részben vagy egészben a List of lakes in Sweden című angol Wikipédia-szócikk ezen változatának fordításán alapul.  Az eredeti cikk szerkesztőit annak laptörténete sorolja fel. Ez a jelzés csupán a megfogalmazás eredetét és a szerzői jogokat jelzi, nem szolgál a cikkben szereplő információk forrásmegjelöléseként.